# Tom Lehrer
 Der er for få eller ingen kildehenvisninger i denne artikel, hvilket er et problem. Du kan hjælpe ved at angive troværdige kilder til de påstande, som fremføres i artiklen.

Thomas Andrew "Tom" Lehrer (født 9. april 1928 i New York City, død 26. juli, 2025) var en amerikansk matematiker, singer-songwriter, satiriker og pianist.
Tom Lehrer fik som 18-årig en bachelorgrad i matematik fra Harvard University. Allerede året efter fik han en Master i samme fag og begyndte derefter at undervise på Harvard og MIT. Samtidig med sin akademiske karriere udviklede han sin musikalske side og skrev satiriske sange om det akademiske miljø. Sangen "Fight Fiercely, Harvard" (1945) er en parodi på det forfinede, britisk prægede Harvard, der deltager med et amerikansk fodboldhold i universitetsligaen. 
I årene efter skrev han flere sange, der især parodierede musicalgenren. Inspireret af succesen blandt venner og kolleger indspillede han i 1953 en række af disse numre på pladen Songs by Tom Lehrer. Pladen blev kun solgt via postordre, men blev hurtigt et kult-hit blandt studerende på østkystens universiteter på grund af mund-til-øre-metoden; Tom Lehrer havde ikke råd til at promovere den. Han turnerede med sine sange, til han meldte sig til hæren 1955 – 1957, hvor han blandt andet var i National Security Agency (NSA). I 1959 udgav han tre plader: en studieindspilning af hans repertoire (More of Tom Lehrer) og to liveindspilninger. Inspirationen fra hæren og NSA ses i numrene "It Makes A Fellow Proud to Be a Soldier" og "We Will All Go Together When We Go". Blandt inspirationen fra hans videnskabelige karriere på Harvard er "The Elements" og "Fight Fiercely, Harvard".
Han hadede at optræde live og indstillede den del af karrieren i 1960 for at tage en ph.d.-grad på Harvard. Han fortsatte dog med at skrive sange, og i 1965 udgav han pladen That Was The Year That Was. De tidligere udgivelser var parodier over samfundet på et mere generelt plan med sange som den ironiserende "My Home Town" og den makabre "I Hold Your Hand in Mine". Men nu blev Tom Lehrer mere specifik i sin kritik og sprang ud som politisk satiriker. Det høres i sange som "Pollution", der er en kritik af forureningen, "So Long, Mom (A Song For World War III)", der er en antikrigssang, "Send The Marines" og "MLF Lullaby", der er en kritik af USA's udenrigspolitik, og til sidst "Who's Next?" om atombombespredningen. Det blev hans sidste plade. Han genoptog turnelivet to år, til han i maj 1967 blev kåret til studenternes æreskunstner og den 11. september 1967 holdt sin afskedkoncert i København. Han skrev tillige sange om grammatik til et TV-børneprogram.
Han medvirkede i 1998 ved to koncerter i London til ære for sin impresario.

## Diskografi
- Songs by Tom Lehrer (1953)
- More of Tom Lehrer (1959)
- An Evening Wasted With Tom Lehrer (live) (1959)
- Revisited (live) (1960)
- That Was The Year That Was (live) (1965)
- The Remains of Tom Lehrer (3-CD box) (2000)